# Ken Strong
Elmer Kenneth Strong Jr. (West Haven, Connecticut, 21 de abril de 1906 – Nueva York, Nueva York, 5 de octubre de 1979), más conocido como Ken Strong, fue un jugador profesional estadounidense de fútbol americano que se desempeñó en la posición de halfback en la National Football League (NFL). Es miembro del Salón de la Fama del Fútbol Americano Profesional.

## Carrera
Strong jugó como profesional cuatro temporadas en Staten Island Stapletons (1929-1932), posteriormente pasó por varios equipos, New York Giants (1933-1935), New York Yankees (1936-1937), Jersey City Giants (1938), después regresó a New York Giants (1939), luego volvió a Jersey City Giants (1940), Long Island Clippers (1942), y finalmente, se unió nuevamente a New York Giants, donde jugó cuatro temporadas (1944-1947), y fue el equipo en el que se retiró.

## Reconocimiento
El 5 de agosto de 1967, fue seleccionado para ser miembro del Salón de la Fama del Fútbol Americano Profesional.